# Matt Gerald
Matt Gerald (Miami, 2 maggio 1970) è un attore, sceneggiatore e musicista statunitense.

## Biografia
Nato in Florida e laureato alla Wharton School presso l'Università della Pennsylvania, è conosciuto per il suo ruolo del caporale Lyle Wainfleet nel film di fantascienza di James Cameron, Avatar.
Le sue altre collaborazioni cinematografici includono Faster, Elektra Luxx - Lezioni di sesso, In the Mix - In mezzo ai guai, S.W.A.T. - Squadra speciale anticrimine, Terminator 3 - Le macchine ribelli, Tigerland, xXx 2: The Next Level, The Killer - Ritratto di un assassino e Magnolia.  In televisione ha avuto ruoli ricorrenti in The Shield, The Unit e Life, ed è guest star in Criminal Minds: Suspect Behavior, CSI: Miami, NCIS: Los Angeles, Lie to Me, Saving Grace, Senza traccia, CSI - Scena del crimine e Dexter.
Nel 2015 recita nella serie televisiva Daredevil nel ruolo di Melvin Potter, conosciuto nei fumetti Marvel come Gladiatore.
Ha recitato nei film Red Dawn - Alba rossa, con Chris Hemsworth e Josh Hutcherson, Freelancers, con Robert De Niro, Forest Whitaker e 50 Cent, e G.I. Joe - La vendetta, con Bruce Willis e Dwayne Johnson.

## Filmografia parziale

### Cinema
- The Killer - Ritratto di un assassino (The Minus Man), regia di Hampton Fancher (1999)
- Magnolia, regia di Paul Thomas Anderson (1999)
- Tigerland, regia di Joel Schumacher (2000)
- Terminator 3 - Le macchine ribelli (Terminator 3: Rise of the Machines), regia di Jonathan Mostow (2003)
- S.W.A.T. - Squadra speciale anticrimine (S.W.A.T.), regia di Clark Johnson (2003)
- xXx 2: The Next Level, regia di Lee Tamahori (2005)
- In the Mix - In mezzo ai guai (In the Mix), regia di Ron Underwood (2005)
- Avatar, regia di James Cameron (2009)
- Faster, regia di George Tillman Jr. (2010)
- Freelancers, regia di Jessy Terrero (2012)
- Red Dawn - Alba rossa (Red Dawn), regia di Dan Bradley (2012)
- Il cacciatore di donne (The Frozen Ground), regia di Scott Walker (2013)
- Escape Plan - Fuga dall'inferno (Escape Plan), regia di Mikael Håfström (2013)
- G.I. Joe - La vendetta, regia di Jon Chu (2013)
- San Andreas, regia di Brad Peyton (2015)
- Premonitions (Solace), regia di Afonso Poyart (2015)
- La fratellanza (Shot Caller), regia di Ric Roman Waugh (2017)
- Bright, regia di David Ayer (2017)
- Rampage - Furia animale (Rampage), regia di Brad Peyton (2018)
- Avatar - La via dell'acqua (Avatar: The Way of Water), regia di James Cameron (2022)
- Avatar - Fuoco e cenere (Avatar: Fire and Ash), regia di James Cameron (2025)

### Televisione
- The Shield - serie TV  7 episodi (2004)
- Life - serie TV, 2 episodi (2006)
- Senza traccia (Without a Trace) - serie TV, 1 episodio (2008)
- The Unit - serie TV, 3 episodi (2006-2008)
- Saving Grace - serie TV, 1 episodio (2009)
- Lie to Me - serie TV, 1 episodio (2009)
- Elektra Luxx - Lezioni di sesso (Elektra Luxx) - serie TV (2010)
- NCIS: Los Angeles - serie TV, 1 episodio (2010)
- CSI: Miami - serie TV, 1 episodio (2010)
- Criminal Minds: Suspect Behavior - serie TV, 1 episodio (2011)
- Castle - serie TV, episodio 6x10 (2013)
- Daredevil - serie TV, 7 episodi (2015-2018)
- The Oath – serie TV, episodi 1x01-1x02-1x04 (2018)
- Code Black – serie TV, episodio 3x06 (2018)
- Magnum P.I. – serie TV, episodio 2x01 (2019)
- L.A.'s Finest – serie TV, episodi 2x10-2x11 (2020)
- Lucifer – serie TV, episodio 5x05 (2020)
- Mayor of Kingstown – serie TV, 4 episodi (2023)
- Lioness (Special Ops: Lioness) – serie TV, episodio 1x02 (2023)
- Yellowstone – serie TV, episodi 5x09-5x11-5x12 (2024)

## Doppiatori italiani
Nelle versioni in italiano delle opere in cui ha recitato, Matt Gerald è stato doppiato da:
- Paolo Marchese in Avatar, Castle, Avatar - La via dell'acqua
- Stefano Thermes in Red Dawn - Alba rossa, Code Black, Magnum P.I.
- Roberto Certomà in CSI - Scena del crimine, Hawaii Five-0
- Pierluigi Astore in The Shield
- Alberto Angrisano in Senza traccia
- Christian Iansante in NCIS: Los Angeles
- Roberto Draghetti in CSI: Miami
- Enrico Di Troia in San Andreas
- Massimiliano Virgilii in Faster
- Giuliano Bonetto in Criminal Minds: Suspect Behavior
- Pasquale Anselmo in G.I. Joe - La vendetta
- Enrico Bertorelli in Escape Plan - Fuga dall'inferno
- Luca Ciarciaglini in Bright
- Roberto Pedicini in Dexter
- Claudio Moneta in In the Mix - In mezzo ai guai
- Andrea Lavagnino in Premonitions
- Mauro Magliozzi in Daredevil
- Massimo Bitossi in La fratellanza
- Fabrizio Russotto in Lucifer
- Alberto Bognanni in Operazione speciale: Lioness
- Riccardo Scarafoni in Yellowstone